# Neuropolítica
La neuropolítica és una ciència que per la seva aplicació assumeix els conceptes moderns de la neurociència, la governança i la psicologia.
És necessària per aprendre a tractar als ciutadans no tan sols com a governats, sinó com la causa d'existir dels polítics. Instrueix a tots els que es distancien de les necessitats cognitives que les persones requereixen a la societat globalitzada i que encara són per descobrir a molts països, poblacions, barris i famílies.
El terme ha estat encunyat per Miguel Carrión i Salvador Estapé-Triay, autors del llibre Pilotos del Margen publicat per Gestión 2000, conjuntament amb el seu equip d'investigació, dirigit a la utilització en les empreses de recursos neuroeconòmics.